# علم الإنسان الحضري
علم الإنسان الحضري أو الأنثروبولوجيا الحضرية هو فرع من علم الإنسان يُعنى بقضايا التحضر، والفقر، والمناطق الحضرية، والعلاقات الاجتماعية، والنيوليبرالية. ترسخ هذا الحقل المعرفي في ستينيات القرن العشرين وسبعينياته.
يقتبس أولف هانرز مقولةً من ستينيات القرن الماضي مفادها أن علماء الإنسان التقليديين كانوا «جماعة شهيرة بأنها تعاني رهاب الخلاء، وتناهض الحضرية تعريفًا». لفتت العديد من العمليات الاجتماعية في العالم الغربي وأيضًا في «العالم الثالث» (الأخير هو محط التركيز المعتاد لعلماء الإنسان) انتباه «المختصين في «حضارات أخرى»» إلى مناطق أقرب من أوطانهم.

## لمحة عامة
تأثر علم الإنسان الحضري تأثرًا شديدًا بعلم الاجتماع، ولا سيما مدرسة شيكاغو لعلم الاجتماع. كان الفرق التقليدي بين علم الاجتماع وعلم الإنسان متمثلًا بفهم الأول تقليديًا على أنه دراسة الشرائح السكانية المتحضرة، في حين نُظر إلى علم الإنسان على أنه دراسة الشرائح السكانية البدائية. بالإضافة إلى ذلك، كانت هناك اختلافات منهجية بين هذين الفرعين المعرفيين؛ يدرس علماء الاجتماع عادةً عينة سكانية كبيرة، في حين يعتمد علماء الإنسان على عناصر أقل عددًا تربطها علاقات أعمق.
مع تزايد الاهتمام بالمجتمعات الحضرية، بدأ المنهج بين هذين المجالين وأهدافهما الدراسية بالامتزاج، ما أدى بالبعض إلى التشكيك في الفروقات بين علم الاجتماع الحضري وعلم الإنسان الحضري. تشوشت الخطوط الفاصلة بين المجالين بسبب تقاطع الأفكار والمناهج، وصب ذلك في مصلحة الفرعين المعرفيين وتطورهما.
على الرغم من كون علم الإنسان الحضري فرعًا معترفًا به حديثًا (براتو وباردو 2013)، فقد أنجز علماء الإنسان أعمالًا في هذا المجال منذ وقت طويل. على سبيل المثال، ثمة العديد من الباحثين المبكرين الذين سعوا إلى وضع تعريف دقيق لماهية المدينة وتحديد الطرق التي تميز بها الحضريةُ أساليبَ المعيشة في المدينة الحديثة عما كان يُعتبر «مجتمعًا بدائيًا». يزداد الاعتراف ضمن علم الإنسان الحضري بأن هناك نقاط تشابه هامة بين المجتمعات الحضرية وغير الحضرية، رغم وجود فروقات ذات دلالة في ميزات التنظيم وأشكاله بينها، إلى درجة إمكانية فهم المدينة أيضًا في دراسات علم الإنسان بصفتها شكلًا من أشكال المجتمع. إن علم الإنسان الحضري مجال بحثي واسع ودائم التطور. بسبب اختلاف المضمار، تعين على علماء الإنسان أن يعدلوا مناهج عملهم (باردو وبرات 2012)، وحتى أن يعيدوا النظر في تعريف الأخلاقيات التقليدية في سبيل التأقلم مع العوائق والتوقعات المختلفة.
تنجز العديد من المنظمات الربحية وغير الربحية أعمالًا في الوقت الحالي ضمن مجال علم الإنسان الحضري، لعل الأشهر بينها هي المنظمة غير الربحية التي تُسمى «علم الإنسان الحضري». بدأت العديد من الجامعات الآن بتدريس علم الإنسان الحضري.

## تاريخ الفرع المعرفي
خلال مراحله المبكرة في القرن التاسع عشر، كان علم الإنسان يصب اهتمامه بشكل أساسي في الدراسات المقارنة للحضارات والثقافات الأجنبية (غير الغربية بمعنى آخر)، التي كان يُنظر إليها بشكل متكرر على أنها غريبة وبدائية. كان موقف علماء وصف الأعراق البشرية تجاه أهداف دراستهم موقفًا موضوعيًا غير منحاز كما يُفترض، إذ تولوا على عاتقهم المهمة -المتصفة بالخدمة الذاتية والمركزية الأوروبية- المتمثلة بتعريف المجموعات الثقافية عبر العالم وتصنيفها وترتيبها وفق مراحل تطور اجتماعي ثقافي متمايزة بوضوح من التطور البشري.
خلال القرن العشرين، بدأت عوامل عديدة تحدو بالمزيد من علماء الإنسان إلى الابتعاد عن المفاهيم ثنائية القطب التي تقابل بين الهمجية الأجنبية والحضارة الغربية وتوجههم أكثر نحو دراسة الثقافات الحضرية بصورة عامة. تمثّل عاملُ تأثيرٍ قوي في هذا الاتجاه باكتشاف مناطق واسعة من العالم بفضل تزايد كبير في سهولة الانتقال البشري، الأمر الذي ظهر، وسط عوامل أخرى، بسبب التوسع السريع في شبكة الخطوط الحديدية وتعميم السفر في أواخر العصر الفيكتوري. بحلول منتصف القرن العشرين، كان من شأن هذا أن يساهم في انتشار فهم مسألة أنه لم يعد هناك إلا القليل نسبيًا من الثقافات «الغريبة» غير المكتشفة المتاحة للدراسة عبر «أول تواصل» خارجي بالنسبة إليها.
علاوة على ذلك، بعد الحرب العالمية الأولى، بدأ عدد من الدول النامية بالظهور. انجذب بعض علماء الإنسان إلى دراسة هذه «المجتمعات القروية»، التي كانت تختلف جوهريًا عن «المجتمعات الفلكلورية» التي اعتاد علماء الأعراق البشرية أن يبحثوا فيها تقليديًا. كان روبرت ردفيلد عالم إنسان بارزًا درس المجتمعات القروية والفلكلورية كلتيهما، وفي أثناء بحثه في المجتمعات القروية التابعة لدول نامية، مثل الهند، اكتشف أن هذه المجتمعات تختلف عن نظيرتها الفلكلورية من ناحية أنها لم تكن مكتفية ذاتيًا. على سبيل المثال، كانت المجتمعات القروية مرتبطة اقتصاديًا بقوى خارجية. بصياغة أخرى، كانت جزءًا من مجتمع أكبر، هو المدينة.
فتح هذا الإدراك البابَ على تركيز المزيد من علماء الإنسان دراساتهم على المجتمعات (سواء كانت غربية أو لا) من منظور المدينة (بوصفها عنصر بناء). لعب هذا الانتقال دورًا رئيسيًا في تطوير علم الإنسان الحضري بوصفه مجالًا مستقلًا. من الواضح أن تلك لم تكن أول مناسبة عبرت فيها العلوم الاجتماعية عن اهتمام بدراسة المدينة، فقد كان علم الآثار، على سبيل المثال، يسلط الضوء بشدة على استكشاف منشأ الحضرية، وتبنى علم الإنسان نفسه مفهومَ المدينة مرجعًا في دراسة ما كان يشار إليه باسم مجتمع ما قبل الصناعة، غير أن هذه الجهود، رغم كل شيء، كانت منفصلة بشكل كبير.
شكل البحث الذي أجرته مدرسة شيكاغو لعلم البيئة الحضري تطورًا هامًا في الدراسة الأنثروبولوجية للمدينة. منذ عشرينيات القرن العشرين، قدمت المدرسة تعريفًا للمدينة، ضمن مجال علم البيئة الحضري، فوصفتها بأنها «مصنوعة من مواقع بيئية ملائمة متجاورة مصحوبة بجماعات بشرية على شكل... حلقات تحيط باللب». أصبحت مدرسة شيكاغو مرجعًا رئيسيًا في علم الإنسان الحضري، إذ وضعت توجهات نظرية ما زال أثرها ظاهرًا في هذا الفرع المعرفي حتى يومنا.
من بين الباحثين الكثر الذين ساهموا في وضع أساسات الشكل الذي يأخذه علم الإنسان الحضري اليوم (أي دراسة المدينة بوصفها مجتمعًا)، يُذكر عالم الاجتماع لويس ويرث. إذ باتت مقالته المعنونة «الحضرية كطريقة حياة» أساسية لتمييز الحضرية بوصفها شكلًا فريدًا من أشكال المجتمع يمكن دراسته من ثلاثة جوانب: «على أساس البنية الفيزيائية، وبوصفه نظامًا للتنظيم الاجتماعي، وبوصفه مجموعة من المواقف والأفكار». من بين الأكاديميين المميزين الآخرين في مجال علم الإنسان الحضري، يُذكر لويد وارنر، الذي قاد منهاج «دراسة المجتمع»، وكان واحدًا من أوائل علماء الإنسان الذين انتقلوا بشكل مطلق من استكشاف الثقافات البدائية (الأستراليين الأصليين في حالته) إلى دراسة المدن الحضرية باستخدام مناهج أنثروبولوجية مشابهة. كان لمنهاج دراسة المجتمع أثر كبير في الانتقال إلى دراسة المدينة بوصفها مجتمعًا. وسّع ويليام وايت لاحقًا مناهج وارنر الموضوعة من أجل مراكز حضرية صغيرة من خلال دراسته أحياء سكنية أكبر.